# Starý most v Dezfúlu
Kamenný obloukový most z let 260–263 překlenuje řeku Dez nedaleko města Dezfúl v jihozápadním Íránu. Most je považován za nejstarší kamenný obloukový most na světě.

## Historie
Most, který spojuje východní a západní části Dezfúlu, dříve zabezpečoval spojení mezi Jundi Šapur a Mezopotámií. Nechal jej postavit Šapúr I. po vítězné bitvě nad jednotkami římského císaře Valeriana v roce 260. Římští zajatci se podíleli na stavbě mostu nejen jako pracovní síla, ale i svými zkušenostmi. Proto je most také nazýván Římský most. K ochraně mostu byl postaven hrad, na jehož místě je stejnojmenná čtvrť Ghaleh (hrad).
Most má 14 polí a protéká pod ním řeka Dez. Je postaven z vápenné malty, opracovaného kamene a místy z pálených cihel. Mezi dva velké klenební oblouky je vložen malý oblouk. Most má sedmnáct pilířů, čtrnáct velkých oblouků a třináct malých. V průběhu staletí byl opravován, za krále Adud ad-Daula, Safíovců a dynastie Pahlaví. Konstrukce mostu představuje architektonický kontext tří historických období. Části základů mostu patří do období Sásánovců, oblouková část mostu patří do období Safiovců a islámského období. Konečně mostovka, která je vyrobena z nových materiálů, jako je cement, kov a asfalt, patří do období Rezá Šáh Pahlavi. 
Starý most je jedním z mála, po kterém po sedmnáct století jezdily povozy a následně auta. Provoz a přírodní vlivy včetně povodní na řece Dez způsobily postupné ničení částí mostu. V zájmu jeho ochrany byl v roce 2010 provoz zastaven a slouží jenom pro pěší. Most je veden v seznamu národních památek Íránu pod číslem 84 a je adeptem na zápis na seznam světového dědictví UNESCO.

## Galerie

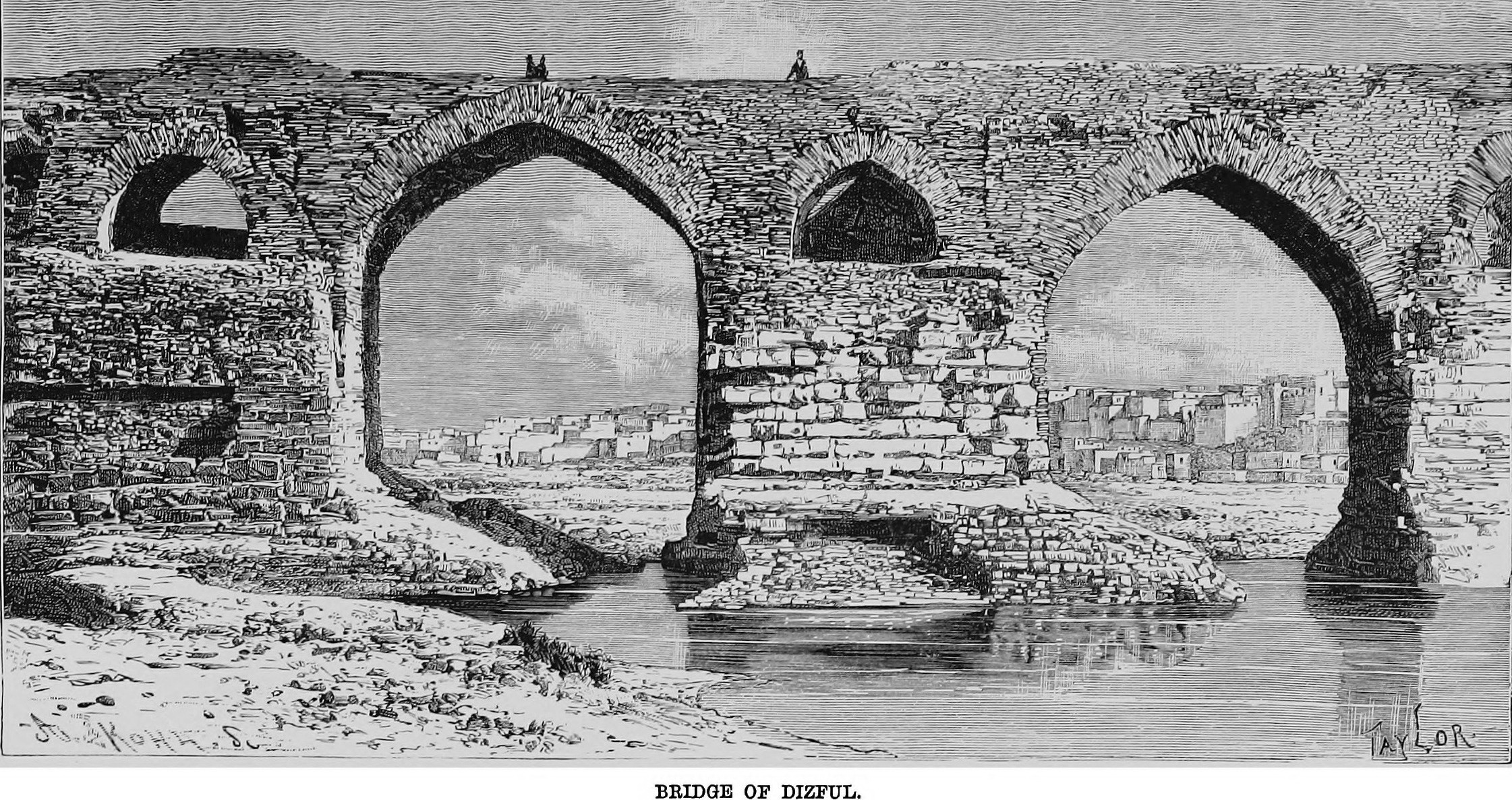
Starý most v Dezfúlu v roce 1870
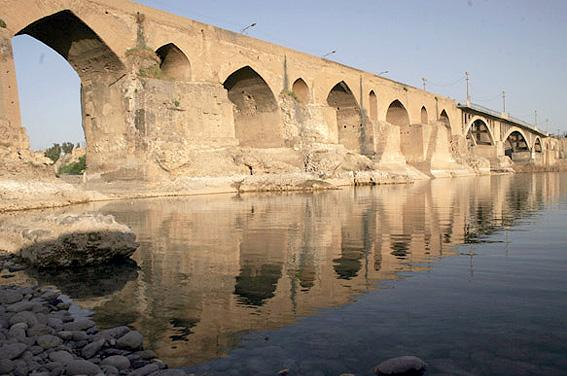
Starý most
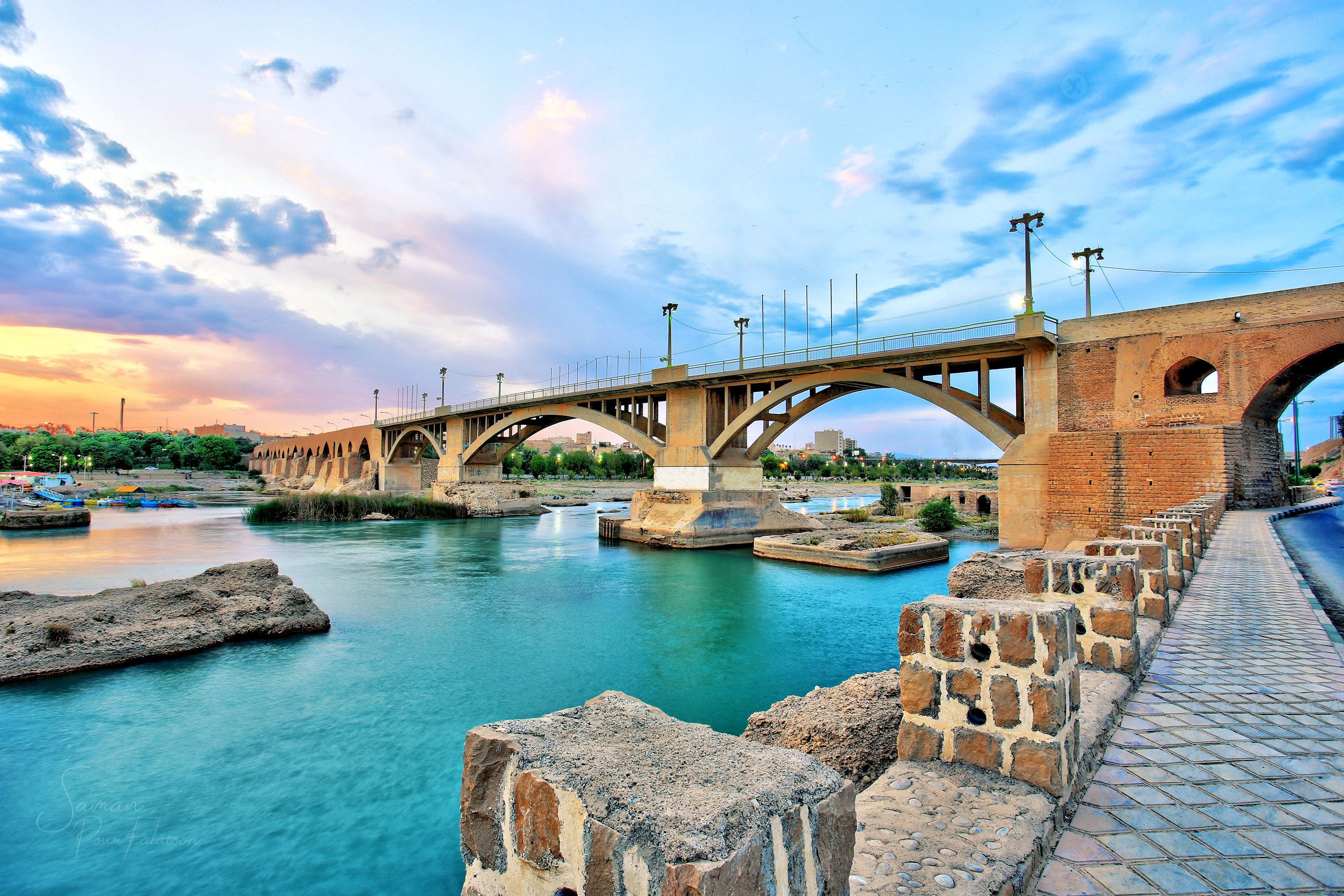
Východní strana mostu při západu slunce.
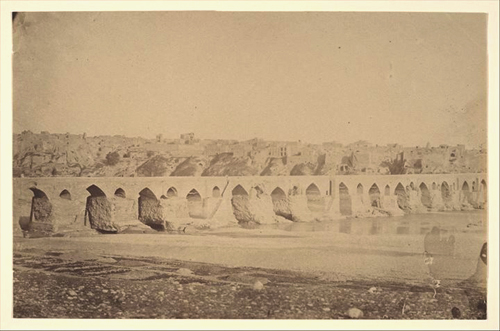
Most před 120 lety (1840–1860), autor Luigi Pesce (1818–1891)
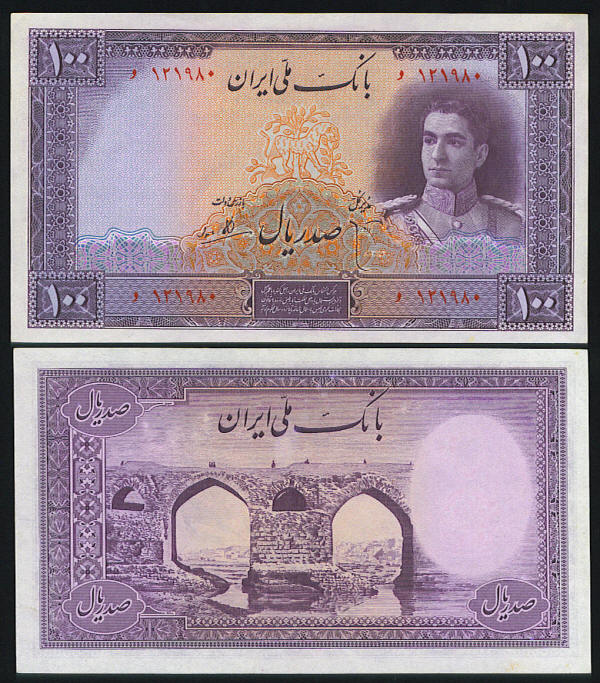
Most na bankovce v hodnotě 100 riálů za Páhlavího režimu
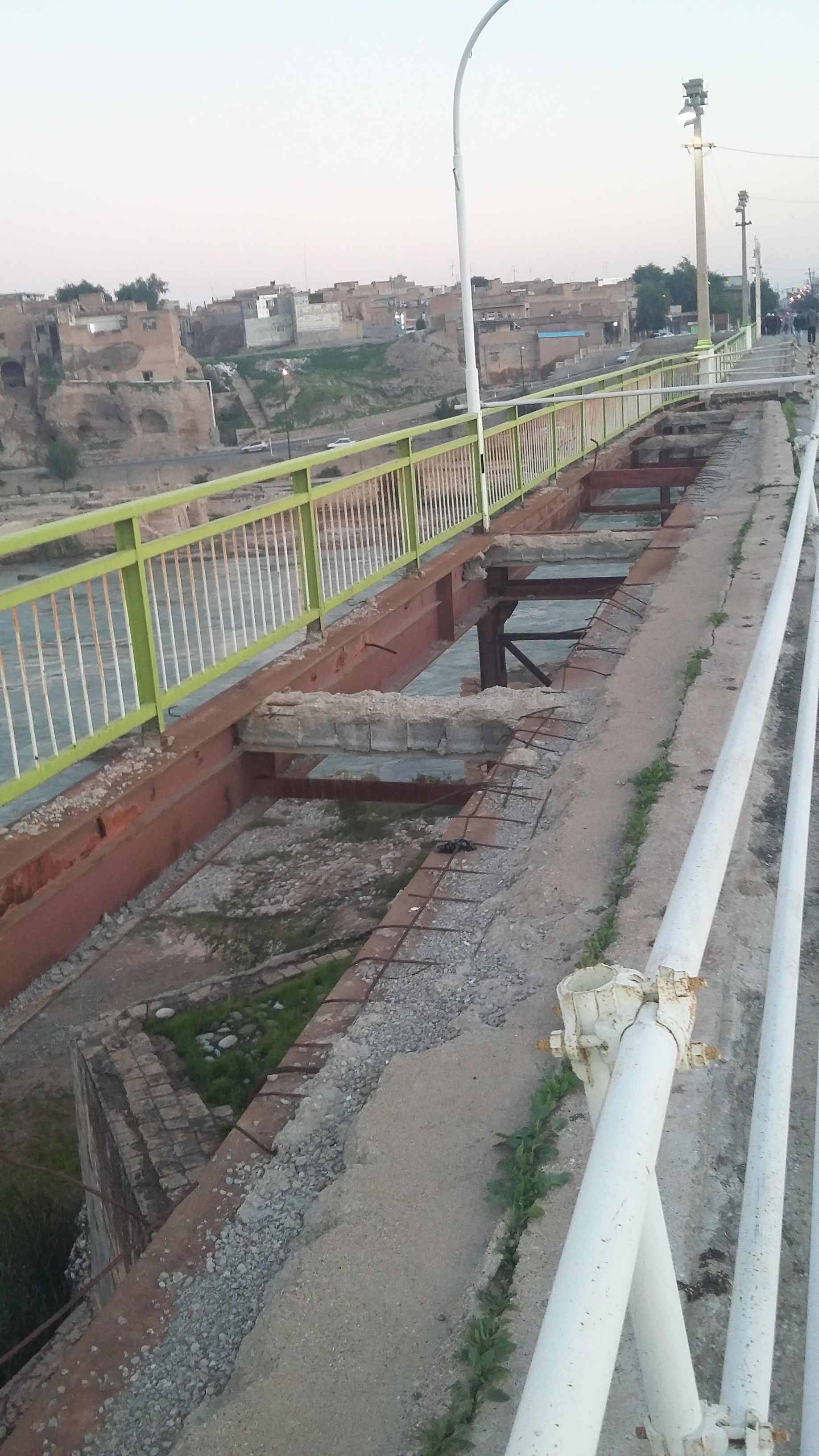
Část zříceného chodníku
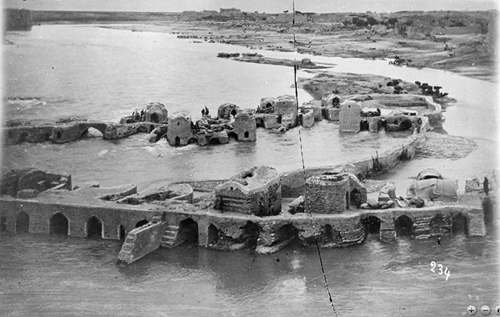
Fotografie Starého mostu a ruin vodních mlýnů